# Meløy
Pour les articles homonymes, voir Meloy.
Meløy est une kommune de Norvège. Elle est située dans le comté de Nordland, sur l'île Meløya.
Meløy est située à l'extrême nord de la côte du Helgeland dans la partie la plus éloignée du Holandsfjorden. Une partie de son territoire contient le parc national de Saltfjellet-Svartisen créée en 1989 et le parc national de Láhko créée en 2012.

## Îles
- Åmøya (66° 46′ 12″ N, 13° 20′ 27″ E)
- Bolga (66° 48′ 18″ N, 13° 14′ 03″ E)
- Grønnøy (66° 47′ 13″ N, 13° 24′ 56″ E)
- Meløya (66° 49′ 57,7″ N, 13° 27′ 22,6″ E)
- Mesøya (66° 51′ 35,5″ N, 13° 38′ 18,9″ E)
- Teksmona (66° 52′ 54″ N, 13° 35′ 37″ E)
- Støttvær (66° 57′ 05,7″ N, 13° 24′ 16,9″ E)

## Localités
- Ågskardet (66° 43′ 00″ N, 13° 29′ 00″ E)
- Åmnes (66° 47′ 00″ N, 13° 21′ 00″ E)
- Bakkan
- Bolga (66° 48′ 00″ N, 13° 14′ 00″ E)
- Eidbukta (66° 50′ 00″ N, 13° 44′ 00″ E)
- Engavågen (66° 46′ 00″ N, 13° 30′ 00″ E)
- Esøya
- Glomfjord (66° 49′ 00″ N, 13° 58′ 00″ E)
- Grønnøya
- Halsa (66° 45′ 00″ N, 13° 35′ 00″ E)
- Kjelddal (66° 46′ 00″ N, 13° 40′ 00″ E)
- Meløy
- Neverdalen (66° 50′ 00″ N, 13° 46′ 00″ E)
- Ørnes (66° 52′ 26″ N, 13° 42′ 27″ E)
- Reipå (66° 54′ 00″ N, 13° 39′ 00″ E)
- Sandåga (66° 51′ 00″ N, 13° 45′ 00″ E)
- Selstad (66° 50′ 00″ N, 13° 48′ 00″ E)
- Støtt (66° 55′ 00″ N, 13° 28′ 00″ E)
- Vallsjøen (66° 48′ 00″ N, 13° 30′ 00″ E)
- Vassdalsvik (66° 48′ 00″ N, 13° 36′ 00″ E)